# اکسید استرانسیم
اکسید استرانسیم (به انگلیسی: Strontium oxide) با فرمول شیمیایی SrO یک ترکیب شیمیایی است. که جرم مولی آن ۱۰۳٫۶۲ g/mol می‌باشد. شکل ظاهری این ترکیب، جامد بلوری سفید است.